# William Fertik
William „Bill“ Fertik war ein US-amerikanischer Filmregisseur, Filmproduzent und Drehbuchautor, der bei der Oscarverleihung 1974 für den Oscar für den besten Kurzfilm nominiert war.

## Leben
William Fertik war als Regisseur, Produzent und Drehbuchautor für 55 Pressefilme von Amnesty International verantwortlich und arbeitete dabei mit bekannten Künstlern wie John Huston, Meryl Streep, Sam Waterston, Carly Simon, Robin Williams, Pat Benatar, Marlo Thomas, Tyne Daly, Jamie Lee Curtis, Glenn Close, Michael York, Marsha Mason, Richard Dreyfuss, Emilio Estevez, Judd Nelson, Ron Silver, Robert De Niro, Christopher Reeve, Richard Belzer und Elliott Gould zusammen.
1973 produzierte Fertik zusammen mit dem Dirigenten Allan Miller den 26-minütigen Kurzfilm The Bolero und führte zugleich Regie. Der Film zeigt die Vorbereitungen der Musiker des Los Angeles Philharmonic Orchestra, die sie für die Vorführung von Ravels Orchesterstück Boléro treffen. Musiker geben dabei Gedanken preis, während sie ihre Stühle und Notenständer zurechtrücken. Auch der Dirigent Zubin Mehta äußert sich und einige Eindrücke von den Proben werden gezeigt. Für diesen Film waren Fertik und Miller bei der Oscarverleihung 1974 für den Oscar für den besten Kurzfilm nominiert.

## Auszeichnungen
Oscar
- 1974: Nominierung für den Oscar für den besten Kurzfilm für The Bolero